# Спивак, Моисей Лейвикович
Моисе́й Ле́йвикович Спива́к (25 января 1919, местечко Наровля, Речицкий уезд, Минская губерния, РСФСР — 23 июля 1943, село Степановское, Свердловский район, Орловская область) — участник Великой Отечественной войны, адъютант командира 409-го стрелкового полка (137-я стрелковая дивизия, 48-я армия, Центральный фронт), Герой Советского Союза, лейтенант. Герой Советского Союза.

## Биография
Родился в 1919 году в местечке Наровля Речицкого уезда Минской губернии, ныне город в Гомельской области в семье служащего. Еврей. Окончил 7 классов школы. Работал бухгалтером.
Участник советско-финской войны 1939—1940 годов. В 1940 году окончил полковую школу. На фронтах Великой Отечественной войны с 1941 года. Участвовал в обороне Москвы на Волоколамском шоссе, в боях под Гомелем, Курской битве. Был адъютантом командира 409-го стрелкового полка 137-й стрелковой дивизии 48-й армии Центрального фронта.
В период боёв на Курской дуге совершил геройский подвиг. 23 июля 1943 года в районе села Степановское (Свердловского района Орловской области) в критический момент боя повёл стрелковый батальон в атаку. Перейдя реку Неручь под пулемётным огнём, с группой бойцов ворвался в траншеи противника, где лично из автомата уничтожил 10 немецких солдат, захватил ручной пулемёт и взял в плен 6 солдат противника. В отражении трёх контратак уничтожил более 20 солдат и офицеров. В этом бою был смертельно ранен, подорвавшись на мине, и погиб.
Похоронен в братской могиле на станции Змиёвка Орловской области.

## Награды
Указом Президиума Верховного Совета СССР от 27 августа 1943 года за образцовое выполнение боевых заданий командования на фронте борьбы с немецко-фашистскими захватчиками и проявленные при этом мужество и героизм лейтенанту Спиваку Моисею Лейвиковичу присвоено звание Героя Советского Союза (посмертно, с присвоением медали «Золотая Звезда» и ордена Ленина).

## Память
В его честь названы улицы в городе Наровля Республики Беларусь, в городе Орёл и посёлке Змиевка Орловской области России. Его имя высечено в мраморе в Мемориальном зале Победы среди 2169 Героев Советского Союза — уроженцев Белоруссии в Белорусском государственном музее истории Великой Отечественной войны (Минск) и в Зале Славы Центрального музея Великой Отечественной войны на Поклонной горе (Москва).